# عاطف القضاة (وشحة)

تعديل مصدري - تعديل

عاطف القضاة هي إحدى قرى عزلة ضاعن بمديرية وشحة التابعة لمحافظة حجة، بلغ تعداد سكانها 279 نسمة حسب تعداد اليمن لعام 2004.